# Општина Темаскалсинго (Мексико)
Темаскалсинго (шп. Temascalcingo) општина је у Мексику у савезној држави Мексико. Општина се налази на надморској висини од 2395 м.

## Становништво
Према подацима из 2010. у општини је живело 62695 становника.

### Хронологија
| Година       | 2000                  | 2005                  | 2010                  |
| ------------ | --------------------- | --------------------- | --------------------- |
| Становништво | 61974 (30019 / 31955) | 58169 (28014 / 30155) | 62695 (30220 / 32475) |

### Попис
| \| \| м \| \| \| ж \| \| 0—2 \| 1.877 \| \| \| 1.846 \| \| 3—5 \| 2.089 \| \| \| 2.055 \| \| 6—11 \| 4.478 \| \| \| 4.341 \| \| 12—14 \| 2.183 \| \| \| 2.204 \| \| 15—17 \| 2.223 \| \| \| 2.252 \| \| 18—24 \| 3.776 \| \| \| 4.267 \| \| 60+ \| 2.770 \| \| \| 3.222 \| \| Просек : \| 26,9 \| \| \| 28,0 \| |       |  |  |       |
| |       |  |  |       |
| | м     |  |  | ж     |
| 0—2 | 1.877 |  |  | 1.846 |
| 3—5 | 2.089 |  |  | 2.055 |
| 6—11 | 4.478 |  |  | 4.341 |
| 12—14 | 2.183 |  |  | 2.204 |
| 15—17 | 2.223 |  |  | 2.252 |
| 18—24 | 3.776 |  |  | 4.267 |
| 60+ | 2.770 |  |  | 3.222 |
| Просек : | 26,9  |  |  | 28,0  |

| #   | Индикатор                                                                                        | Вредност |
| --- | ------------------------------------------------------------------------------------------------ | -------- |
| 1   | Становништво од 0 до 2 године                                                                    | 3723     |
| 2   | Мушко становништво од 0 до 2 године                                                              | 1877     |
| 3   | Женско становништво од 0 до 2 године                                                             | 1846     |
| 4   | Становништво са 3 и више година                                                                  | 58927    |
| 5   | Мушко становништво са 3 и више година                                                            | 28325    |
| 6   | Женско становништво са 3 и више година                                                           | 30602    |
| 7   | Становништво са 5 и више година                                                                  | 56160    |
| 8   | Мушко становништво са 5 и више година                                                            | 26934    |
| 9   | Женско становништво са 5 и више година                                                           | 29226    |
| 10  | Становништво са 12 и више година                                                                 | 45964    |
| 11  | Мушко становништво са 12 и више година                                                           | 21758    |
| 12  | Женско становништво са 12 и више година                                                          | 24206    |
| 13  | Становништво са 15 и више година                                                                 | 41577    |
| 14  | Мушко становништво са 15 и више година                                                           | 19575    |
| 15  | Женско становништво са 15 и више година                                                          | 22002    |
| 16  | Становништво са 18 и више година                                                                 | 37102    |
| 17  | Мушко становништво са 18 и више година                                                           | 17352    |
| 18  | Женско становништво са 18 и више година                                                          | 19750    |
| 19  | Становништво од 3 до 5 година                                                                    | 4144     |
| 20  | Мушко становништво од 3 до 5 година                                                              | 2089     |
| 21  | Женско становништво од 3 до 5 година                                                             | 2055     |
| 22  | Становништво од 6 до 11 година                                                                   | 8819     |
| 23  | Мушко становништво од 6 до 11 година                                                             | 4478     |
| 24  | Женско становништво од 6 до 11 година                                                            | 4341     |
| 25  | Становништво од 8 до 14 година                                                                   | 10269    |
| 26  | Мушко становништво од 8 до 14 година                                                             | 5176     |
| 27  | Женско становништво од 8 до 14 година                                                            | 5093     |
| 28  | Становништво од 12 до 14 година                                                                  | 4387     |
| 29  | Мушко становништво од 12 до 14 година                                                            | 2183     |
| 30  | Женско становништво од 12 до 14 година                                                           | 2204     |
| 31  | Становништво од 15 до 17 година                                                                  | 4475     |
| 32  | Мушко становништво од 15 до 17 година                                                            | 2223     |
| 33  | Женско становништво од 15 до 17 година                                                           | 2252     |
| 34  | Становништво од 18 до 24 године                                                                  | 8043     |
| 35  | Мушко становништво од 18 до 24 године                                                            | 3776     |
| 36  | Женско становништво од 18 до 24 године                                                           | 4267     |
| 37  | Женско становништво од 15 до 49 година                                                           | 16600    |
| 38  | Становништво са 60 и више година                                                                 | 5992     |
| 39  | Мушко становништво са 60 и више година                                                           | 2770     |
| 40  | Женско становништво са 60 и више година                                                          | 3222     |
| 41  | Однос између мушкараца и жена                                                                    | 93.06    |
| 42  | Становништво од нуле до 14 година                                                                | 21073    |
| 43  | Становништво од 15 до 64 године                                                                  | 37195    |
| 44  | Становништво од 65 година и више                                                                 | 4382     |
| 45  | Просечан број деце                                                                               | 2.97     |
| 46  | Становништво рођено у ентитету                                                                   | 59426    |
| 47  | Мушко становништво рођено у ентитету                                                             | 28774    |
| 48  | Женско становништво рођено у ентитету                                                            | 30652    |
| 49  | Становништво рођено у другом ентитету                                                            | 2822     |
| 50  | Мушко становништво рођено у другом ентитету                                                      | 1230     |
| 51  | Женско становништво рођено у другом ентитету                                                     | 1592     |
| 52  | Становништво од 5 година и више резидентно у ентитету у јуну 2005. године                        | 54346    |
| 53  | Мушко становништво старосног доба од 5 година и више, резидентно у ентитету у јуну 2005. године  | 25834    |
| 54  | Женско становништво старосног доба од 5 и више година, резидентно у ентитету у јуну 2005. године | 28512    |
| 55  | Становништво од 5 година и више које је живело у другом ентитету у јуну 2005. године             | 748      |
| 56  | Мушко становништво старије од 5 година које је живело у другом ентитету у јуну 2005. године      | 361      |
| 57  | Женско становништво старије од 5 година које је живело у другом ентитету у јуну 2005. године     | 387      |
| 58  | Становништво од 3 године и више које говори аутохтони језик                                      | 10504    |
| 59  | Мушко становништво старо 3 године и више које говори аутохтони језик                             | 4948     |
| 60  | Женско становништво старо 3 године и више које говори аутохтони језик                            | 5556     |
| 61  | Становништво од 3 године и више које говори аутохтони језик и не говори шпански језик            | 60       |
| 62  | Мушко становништво старо 3 године и више које говори аутохтони језик и не говори шпански         | 8        |
| 63  | Женско становништво старо 3 године и више које говори аутохтони језик и не говори шпански језик  | 52       |
| 64  | Становништво старо 3 године и више које говори аутохтони језик и шпански                         | 10078    |
| 65  | Мушко становништво старо 3 године и више које говори аутохтони језик и шпански                   | 4796     |
| 66  | Женско становништво старо 3 године и више које говори аутохтони језик и шпански                  | 5282     |
| 67  | Становништво од 5 година и више које говори аутохтони језик                                      | 10477    |
| 68  | Становништво од 5 година и више које говори аутохтони језик и не говори шпански језик            | 60       |
| 69  | Становништво од 5 година и више које говори аутохтони језик и говори шпански језик               | 10052    |
| 70  | Становништво у домородачким домаћинствима                                                        | 21338    |
| 71  | Становништво са ограничењима у активностима                                                      | 2029     |
| 72  | Становништво са ограниченим ходањем или кретањем, горе или доле                                  | 1021     |
| 73  | Становници са ограничењима вида, чак и уз кориштење сочива                                       | 523      |
| 74  | Становништво са ограничењима говора, комуникације или конверзације                               | 247      |
| 75  | Становништво са ограниченим слухом                                                               | 290      |
| 76  | Становништво са ограничењима при одевању, купању или јелу                                        | 103      |
| 77  | Становништво са ограничењима у опажању или учењу једноставних ствари                             | 92       |
| 78  | Становништво са менталним ограничењима                                                           | 197      |
| 79  | Становништво без ограничења активности                                                           | 60248    |
| 80  | Становништво од 3 до 5 година које не похађа школу                                               | 2251     |
| 81  | Мушко становништво од 3 до 5 година које не похађа школу                                         | 1151     |
| 82  | Женско становништво од 3 до 5 година које не похађа школу                                        | 1100     |
| 83  | Становништво од 6 до 11 година које не похађа школу                                              | 236      |
| 84  | Мушко становништво од 6 до 11 година које не похађа школу                                        | 122      |
| 85  | Женско становништво од 6 до 11 година које не похађа школу                                       | 114      |
| 86  | Становништво од 12 до 14 година које не похађа школу                                             | 467      |
| 87  | Мушко становништво од 12 до 14 година које не похађа школу                                       | 224      |
| 88  | Женско становништво од 12 до 14 година које не похађа школу                                      | 243      |
| 89  | Становништво од 15 до 17 година похађа школу                                                     | 2573     |
| 90  | Мушко становништво од 15 до 17 година похађа школу                                               | 1258     |
| 91  | Женско становништво између 15 и 17 година живота у школи                                         | 1315     |
| 92  | Становништво од 18 до 24 године похађа школу                                                     | 1520     |
| 93  | Мушко становништво од 18 до 24 године похађа школу                                               | 674      |
| 94  | Женско становништво од 18 до 24 године похађа школу                                              | 846      |
| 95  | Становништво од 8 до 14 година које не може да чита и пише                                       | 349      |
| 96  | Мушко становништво старосног доба од 8 до 14 година које не може да чита и пише                  | 200      |
| 97  | Женско становништво старосног доби од 8 до 14 година које не може да чита и пише                 | 149      |
| 98  | Становништво од 15 година и више које је неписмено                                               | 6364     |
| 99  | Мушко становништво од 15 година и више које је неписмено                                         | 1966     |
| 100 | Женско становништво од 15 година и више које је неписмено                                        | 4398     |
| 101 | Становништво старо 15 и више година без школовања                                                | 5466     |
| 102 | Мушко становништво старо 15 и више година без школовања                                          | 1694     |
| 103 | Женско становништво старо 15 и више година без школовања                                         | 3772     |
| 104 | Становништво старосног доба 15 и више година са непотпуним основним образовањем                  | 8166     |
| 105 | Мушко становништво старосног доба од 15 година и више са непотпуном основним образовањем         | 3754     |
| 106 | Женско становништво старосног доба 15 и више година са непотпуном основним образовањем           | 4412     |
| 107 | Становништво старо 15 и више година са комплетним основним образовањем                           | 7675     |
| 108 | Мушко становништво старо 15 година и више са комплетним основним образовањем                     | 3706     |
| 109 | Женско становништво старо 15 и више година са комплетним основним образовањем                    | 3969     |
| 110 | Становништво старосног доба 15 и више година са непотпуним средњим образовањем                   | 1929     |
| 111 | Мушко становништво старосног доба од 15 година и више са непотпуним средњим образовањем          | 1097     |
| 112 | Женско становништво старосног доба од 15 година и више са непотпуним средњим образовањем         | 832      |
| 113 | Становништво старо 15 и више година са пуним секундарном образовањем                             | 10258    |
| 114 | Мушко становништво старосног доба од 15 година и више са пуним секундарном образовањем           | 5378     |
| 115 | Женско становништво старосног доба од 15 година и више са пуним секундарном образовањем          | 4880     |
| 116 | Становништво старије од 18 година са постосновним образовањем                                    | 6822     |
| 117 | Мушко становништво старије од 18 година са постосновним образовањем                              | 3396     |
| 118 | Женско становништво старије од 18 година са постосновним образовањем                             | 3426     |
| 119 | Просечна оцена школовања                                                                         | 6.74     |
| 120 | Просечан ниво образовања мушке популације                                                        | 7.21     |
| 121 | Просечан ниво образовања женског становништва                                                    | 6.33     |
| 122 | Економски активно становништво                                                                   | 20231    |
| 123 | Економски активна мушка популација                                                               | 15416    |
| 124 | Економски активна женска популација                                                              | 4815     |
| 125 | Становништво које није економски активно                                                         | 25443    |
| 126 | Мушко становништво које није економски активно                                                   | 6163     |
| 127 | Женско становништво које није економски активно                                                  | 19280    |
| 128 | Запослено становништво                                                                           | 18921    |
| 129 | Запослено мушко становништво                                                                     | 14222    |
| 130 | Запослено женско становништво                                                                    | 4699     |
| 131 | Незапослена популација                                                                           | 1310     |
| 132 | Незапослена мушка популација                                                                     | 1194     |
| 133 | Незапослена женска популација                                                                    | 116      |
| 134 | Становништво без права на здравствене услуге                                                     | 22661    |
| 135 | Становништво које има право на здравствене услуге                                                | 39855    |
| 136 | Становништво које има право на ИМСС                                                              | 2248     |
| 137 | Становништво које има право на социјално осигурање                                               | 840      |
| 138 | Становништво које има право на државно социјално осигурање                                       | 232      |
| 139 | Становништво које има право на опште осигурање или здравствено осигурање за нову генерацију      | 33180    |
| 140 | Становништво које је било једном или није било у браку током 12 година и више                    | 17274    |
| 141 | Венчано или уједињено становништво од 12 година и више                                           | 25451    |
| 142 | Становништво које је било у браку или уједињено 12 година и више                                 | 3152     |
| 143 | Становништво са католичком религијом                                                             | 58885    |
| 144 | Протестанти, еванђелисти и библијски следбеници различити од еванђелиста                         | 3035     |
| 145 | Становништво са другим религијама различитим од претходних                                       | 25       |
| 146 | Становништво без религије                                                                        | 239      |
| 147 | Укупно пописаних домаћинства                                                                     | 14384    |
| 148 | Пописна домаћинства на челу са мушкарцима                                                        | 11444    |
| 149 | Пописна домаћинства на челу са женама                                                            | 2940     |
| 150 | Становништво у пописним домаћинствима                                                            | 62648    |
| 151 | Становништво у пописним домаћинствима на челу са мушкарцима                                      | 52938    |
| 152 | Становништво у пописним домаћинствима на челу са женама                                          | 9710     |
| 153 | Укупно домаћинстава                                                                              | 19918    |
| 154 | Укупно насељених домаћинстава                                                                    | 14396    |
| 155 | Укупно приватних кућа                                                                            | 19906    |
| 156 | Насељени приватни домови                                                                         | 14384    |
| 157 | Укупно насељених приватних кућа                                                                  | 14392    |
| 158 | Ненасељене приватне куће                                                                         | 3835     |
| 159 | Појединачна домаћинства за привремену употребу                                                   | 1687     |
| 160 | Становници у насељеним приватним кућама                                                          | 62648    |
| 161 | Насељеност станара у приватним становима                                                         | 4.36     |
| 162 | Просечно становника по соби у приватним насељеним домаћинствима                                  | 1.25     |
| 163 | Појединачна домаћинства са подовима од различитих материјала од земље                            | 13058    |
| 164 | Појединачна домаћинства у приземљу                                                               | 1266     |
| 165 | Појединачна домаћинства са једном спаваћом собом                                                 | 5542     |
| 166 | Појединачна домаћинства са две спаваће собе и више                                               | 8786     |
| 167 | Појединачна домаћинства са једним собом                                                          | 792      |
| 168 | Појединачна домаћинства са две собе                                                              | 2997     |
| 169 | Појединачна домаћинства са 3 собе и више                                                         | 10514    |
| 170 | Појединачна домаћинства која имају електрично светло                                             | 13913    |
| 171 | Појединачна домаћинства која немају електрично светло                                            | 392      |
| 172 | Појединачна домаћинства која имају водоводну воду у стамбеном простору                           | 12497    |
| 173 | Појединачна домаћинства која немају водоводну воду у стамбеном простору                          | 1821     |
| 174 | Појединачна домаћинства која имају тоалет                                                        | 10573    |
| 175 | Појединачна домаћинства која имају канализацију                                                  | 9720     |
| 176 | Појединачна домаћинства која немају канализацију                                                 | 4550     |
| 177 | Појединачна домаћинства која имају електрично светло, довод воде из јавне мреже и канализацију   | 8953     |
| 178 | Појединачна домаћинства без икаквих услова                                                       | 906      |
| 179 | Појединачна домаћинства која имају радио                                                         | 9992     |
| 180 | Појединачна домаћинства која имају телевизор                                                     | 12612    |
| 181 | Појединачна домаћинства која имају фрижидер                                                      | 8630     |
| 182 | Појединачна домаћинства која имају машину за веш                                                 | 4375     |
| 183 | Појединачна домаћинства која имају аутомобил или комби                                           | 4778     |
| 184 | Појединачна домаћинства која имају рачунар                                                       | 1397     |
| 185 | Појединачна домаћинства која имају фиксну телефонску линију                                      | 3656     |
| 186 | Појединачна домаћинства која имају мобилни телефон                                               | 4285     |
| 187 | Појединачна домаћинства која имају приступ интернету                                             | 486      |